# Vladimir Golikov
Vladimir Nikolajevitsj Golikov (Russisch: Владимир Николаевич Голиков) (Penza, 20 juni 1954) is een Sovjet-Russisch ijshockeyer. Vladimir is de jongere broer van Aleksandr Golikov.
Golikov won tijdens de Olympische Winterspelen 1980 de zilveren medaille.
Golikov werd viermaal wereldkampioen (1978, 1979, 1981 en 1982).